# Григорівка (Гребінківська міська громада)
Григорі́вка —  село в Україні, у Лубенському районі Полтавської області. Населення становить 351 осіб. Входить до складу Гребінківської міської громади.

## Географія
Село Григорівка знаходиться на лівому березі річки Суха Оржиця, вище за течією на відстані 1,5 км розташоване село Писарщина, нижче за течією на відстані 3,5 км розташоване село Стукалівка.

## Історія
Писар Лубенського, полку Степан Васильович Савицький заснував село Писарщину, а його син Григорій Степанович (1732 -1816) заснував село Григорівку.
Григорівка заснована у 17 столітті на ділянці Писарської землі, яка називалася Храневщина і належала Григорію Савицькому. Десь близько 1757 року він одружився з дочкою колишнього сотника Яблунівської сотні Степана Григоровича Стороженка - Ганною Степанівною.
Степан Григорович купив землі спеціально в посаг своїй дочці. Ця земля була прилучена до створюваного хутора. Тому деякий час заснований Григорієм Савицьким хутір носив назву «Стороженківський». Так в «Описах Київського намісництва» в 1787 році записаний хутір Стороженківський бунчукового товариша Григорія Савицького, у якому проживало 48 душ.
В сповідальній відомості Овсюківскої церкви (до приходу якої належав цей хутір) за 1793 р. хутір Григорія Савицького продовжує називатися Стороженківським. А в сповідальній відомості тієї ж церкви за 1797 рік цей же хутір, який перейшов у власність сина Григорія Савицького Якова Григоровича (1760 - бл. 1837), став називатися Храневщиною (за назвою землі, на якій він заснований). А на початку 1800-х років його стали називати нинішнім його ім'ям Григорівкою.
Треба зазначити, що Григорій Степанович віддав не весь хутір синові, Якову Григоровичу, частину його він віддав у посаг своїй дочці Марії Григорівні (1759 - бл. 1737), яка одружилася з майором Адалімовим П.С. Вона володіла цією маєтністю, а після її смерті тут господарював її чоловік.
Яків Григорович Савицький своїх дітей не мав, тому свою маєтність він відписав своїм племінницям, дочкам його брата Федора Григоровича, Марії Федорівні, яка була одружена з штабс-капітаном Михайлом Степановичем Родзянком і Ганні Федорівні, яка була одружена з титулярним радником Петром Дмитровичем Юскевичем. Юскевич П.Д. в 1858 році купив маєтність Адалімових і з тих пір господарями в Григорівці були Родзянки і Юскевичі. Село продовжувало рости: в 1859 р. тут налічувався 31 двір з населенням 388 душ обох статей.
В результаті реформи 1861 р. селяни поміщиків Юскевичів (113 ревізьких душ) одержали право на викуп землі садибної 14,59 десятин (в т.ч. вигона 4 дес) і польової - 149,5 дес., а селяни поміщиці Родзянко (40 ревізьких душ) одержали право на викуп землі садибної 10,72 дес (в т.ч. вигона 4 дес) і польової 56 десятин.
Після продажу землі селянам (під час реформи 1861 р.) в поміщиків Григорівки в 1865 р. залишилося землі: в Юскевичів - 572 десятини, у Родзянок - 200 дес. От як писав про Юскевичів М. Стороженко в мемуарній книзі «З мого життя»: «Після смерті П.С. Яблоновського на чолі судової апеляційної інстанції у нашому повіті постав Дмитро Петрович Юскевич. Його батько і мати (Петро Дмитрович і Ганна Федорівна - Прим, авт.) мали невеличкий, із 200 десятин маєток у Григорівці на межі із Золотоніським повітом, у них було троє синів - Петро, Дмитро та Василь.
27 березня 1873 р. в селі сталася велика пожежа, внаслідок якої згоріло все село за винятком 6 дворів. Сільська громада змушена була просити у Пирятинського земства допомоги із земських сум («Журнал заседаний Пирятинского земского собрания» за 1873 р.).
Незважаючи на це, темпи росту села не зменшилися. В 1897 р. тут уже налічувався 91 двір з населенням 614 душ. В 1910 р. - 103 дворів з населенням 704 душі. В 1915 році тут було 10 ні фяків. В 1916 р. Юскевичі володіли в Григорівці 495 дес. землі, за Родзянок немає відомостей.
Після смерті Марії Федорівни залишалися її три дочки, із яких дві не одружувались і жили в Григорівці. Мабуть, свою землю вони продавали селянам, і до 1917 р. їх маєтність звелася до нуля. Та і вони самі, мабуть, не дожили до того часу (оскільки наймолодша із них Пелагія Михайлівна була 1844 р. народження).
З початком радянської окупації розкуркулено (пограбовано) було заможних селян: Соляник Савка Савелович, Ковда Охрім Єлисеєвич, Бойко Євдоким Пимонович, Бойко Йосип Михайлович, Пипенко Наум Олександрович, Кучерявенко Михайло Ол., Прогрущенко Вакула Нечипорович, Угоденко Сидір Іванович, Пипенко Йосип Парменович, Ярмак Григорій Кузьмович, Корш Костянтин Михайлович, Батрак Іван Кирилович, Гапоненко Никон Михайлович.
У 1928 році Григорівська громада мала парову молотарку, олійницю, парового млина. В 1929 році селяни заснували скотарсько-молочне товариство: існувало бурякове товариство, яке в 1928 році засіяло близько 300 десятин буряків.
У 1927 році сільрада спільно з буряковим товариством придбали двигуна та динамо машину (електрогенератор) і на десятиріччя Жовтня на вулиці села запалено 8 електролампочок та освітлено сільбуд, збудований в 1926 р. власними силами, і паровий млин.
На той час це була велика подія в селі. Прилуцький окружний виконком (села нинішнього Гребініківського району в той час входили до складу Прилуцької округи) дав безкоштовно селу кіноапарат, і селяни мали можливість дивитися кіно.
В рік суцільної колективізації (1930 р). в Григорівці, як і в інших селах, колективізація проходила не такими швидкими темпами, як цього вимагав центр. Президія райвиконкому голові і секретареві Григорівської сільради висловила догану.
Якщо в перші роки радянської влади продовжувався ріст населення - по перепису 1926 р. в Григорівці налічувалося 861 душа населення і до 1930 р. воно продовжувало збільшуватися, - то в результаті колективізації і голодомору 1932- 1933 років, кількість населення пішла на спад.
За переписом населення 1939 р. в Григорівці налічувалося 742 душі. Пізніше війна забрала багато життів. Не повернулися із війни 107 жителів села. В період німецької окупації було вивезено на роботи до Німеччини 44 чоловіки, розстріляно - 2.
За переписом населення 1959 р. в селі налічувалося 630 осіб, і в подальшому відбувається спад кількості населення: в 1972 році - 373 особи, в 1980 р - 332 особи, в 1990 р. - 379 осіб.

## Економіка
- ТОВ «Григорівська».

## Об'єкти соціальної сфери
- Школа І-ІІ ст.